# Sipho Mabuse
| Sipho Mabuse                              | Sipho Mabuse                              |
| Kattints az alábbi külső linkek egyikére! | Kattints az alábbi külső linkek egyikére! |
| ----------------------------------------- | ----------------------------------------- |
| Nem található szabad kép.(?)              |                                           |
| külső link · jogvédett                    | Sipho Mabuse                              |

Sipho Mabuse (Soweto, 1951. november 2. –) dél-afrikai énekes.

## Pályafutása
Sipho Mabuse Sowetoban nőtt fel. Anyja zulu, apja tswana nemzetiségű volt.
Abbahahagyta az iskolát. Első zenekarát Solly Nkuta vezette. Az 1970-es évek közepén a Beaters afro-soul együttesben énekelt. Egy sikeres zimbabwei turné után megváltoztatták az együttes nevét Hararira. Amikor visszatértek hazájukba, szinte kizárólag az amerikai stílusú funk-, soul- és popzenét játszottak, amelyet zulu és sotho, valamint angol nyelven énekeltek. Felvételeket is készített többek között Miriam Makeba, Hugh Masekela, Ray Phiri és Sibongile Khumalo számára. Az 1980-as évek elején megjelent „Burn Out” több mint 500 000 példányban kelt el. Az 1980-as évek végének óriási slágere pedig a „Jive Soweto” volt.
Mabuse 60 évesen tért vissza az iskolába, és 2012-ben a elvégezte a 12. osztályt. Kijelentette, hogy főiskolán fog továbbtanulni, mégpedig antropológiát. Jacob Zuma elnök megdicsérte, amiért „inspirált mindannyiunkat azzal, hogy megmutatta: az ember soha nem túl öreg a tanuláshoz”.
2019-ben a Dél-afrikai Zenei Jogvédő Szervezet (SAMRO) beperelte Mabuse-t jogellenes gazdagodás miatt. A bírósági eljárás szerint Mabuse és a SAMRO vezetőségének számos tagja több mint 1,6 millió randot nem fizetett ki az előadóknak.

## Albumok
- 1985: Let's Get It On
- 1985: Burn Out
- 1987: Sipho Mabuse
- 1989: Chant of the Marching
- 1999: Township Child
- é.n.: What About Tomorrow
- é.n.: Chant of the Marching: Live in Johannesburg